# Lajedo (Pernambuco)
Lajedo é um município brasileiro do estado de Pernambuco. Localizado na Microrregião de Garanhuns e na Mesorregião do Agreste Pernambucano, distando cerca de 173 km da capital Recife. Ocupa uma área de 189,096 km², com uma densidade demográfica de 193,70 hab/km² e sua população foi estimada em 40 883 habitantes, conforme dados do IBGE de 2021, configurando-se assim como o 47º município mais populoso do Estado de Pernambuco, 16º do Agreste Pernambucano e 4º do Agreste Meridional. 
Localizado no Agreste pernambucano, Lajedo destaca-se pela sua posição estratégica entre os municípios de Garanhuns, São Bento do Una e Cachoeirinha. A cidade tem papel importante na dinâmica regional, especialmente pelo comércio, agropecuária e serviços públicos.
Além da atividade agropecuária tradicional, o município tem desenvolvido pequenas indústrias e iniciativas voltadas ao artesanato e à economia criativa. Eventos culturais, como as festividades juninas e religiosas, também movimentam a economia local e fortalecem a identidade da população.
Lajedo é cortado por importantes vias estaduais e federais, o que favorece o escoamento da produção e a mobilidade regional. Sua infraestrutura urbana tem passado por melhorias graduais, sobretudo em áreas como saúde, educação e saneamento básico, conforme registros dos planos de gestão municipal dos últimos anos.

## História
A formação urbana de Lajedo remonta ao processo de interiorização da pecuária no Agreste pernambucano, durante os séculos XVIII e XIX. A região foi ocupada inicialmente por fazendas, entre elas a propriedade chamada Cágado, desbravada por Vicente Ferreira, considerado o fundador da cidade. Ao lado de seus filhos e trabalhadores, ele estabeleceu as bases do povoamento.
A consolidação do núcleo urbano ocorreu quando seu filho, José Ferreira da Silva, ergueu a primeira residência, dando início ao povoado de Santo Inácio dos Lajeiros, nome que faz referência às formações rochosas da região. Por volta de 1900, o povoado foi incorporado como distrito do município de Canhotinho.
A emancipação política de Lajedo foi oficializada pela Lei Estadual nº 377, de 24 de dezembro de 1948, sancionada pelo então governador Barbosa Lima Sobrinho. A instalação do novo município se deu em 19 de janeiro de 1949, data atualmente celebrada como feriado local. O primeiro prefeito nomeado foi Guilhermino Virgulino de Sobral, que permaneceu no cargo até maio do mesmo ano. Durante a transição, a administração foi assumida temporariamente pelo presidente da câmara, Adalberto de Castro Barreto. No pleito eleitoral realizado em 8 de maio de 1949, José Nonato de Oliveira foi eleito prefeito, tomando posse oficialmente em 5 de junho daquele ano.

## Etimologia
O nome Lajedo está diretamente ligado à geografia local, especialmente à presença de grandes lajeiros de pedra nas áreas mais elevadas do município. Entre essas formações, destaca-se a região conhecida como Caldeirões, onde as depressões naturais nas rochas acumulam água da chuva, formando reservatórios naturais. Durante décadas, essa água foi utilizada pelos moradores como fonte de abastecimento, principalmente em períodos de estiagem. A associação entre os lajeiros e a importância histórica desses pontos de coleta deu origem ao nome da cidade.

## Geografia
Lajedo está situado no agreste pernambucano, a uma latitude de 08º39'49" sul e longitude de 36º19'12" oeste, com altitude média de 661 metros. O município integra a unidade geoambiental do Planalto da Borborema, caracterizada por um relevo suave e ondulado, intercalado por formações rochosas expostas.
O clima predominante é o tropical semiárido brando, com temperaturas médias anuais em torno de 25 °C e chuvas concentradas nos primeiros meses do ano. Durante os períodos de estiagem, o abastecimento de água depende de açudes e sistemas de distribuição regional.
A vegetação local apresenta predominância de caatinga arbustiva, intercalada com áreas de floresta subcaducifólia. Apesar das alterações provocadas por décadas de ocupação agropecuária, ainda é possível identificar fragmentos da vegetação original em áreas de relevo mais acidentado.
O município está inserido na bacia hidrográfica do Rio Una, tendo como afluentes os rios Quatis, da Chata e do Retiro, além dos riachos Bonito, Doce e do Serrote — todos de regime intermitente. Lajedo também conta com o abastecimento de água proveniente do Açude São Jaques, situado no município vizinho de Jurema.
Na economia rural, destacam-se as lavouras de feijão, milho, mandioca, batata-doce, tomate, banana, algodão e manga, além da criação de caprinos, bovinos e aves, atividades que moldam o uso do solo e a dinâmica do espaço geográfico local.

## Subdivisões

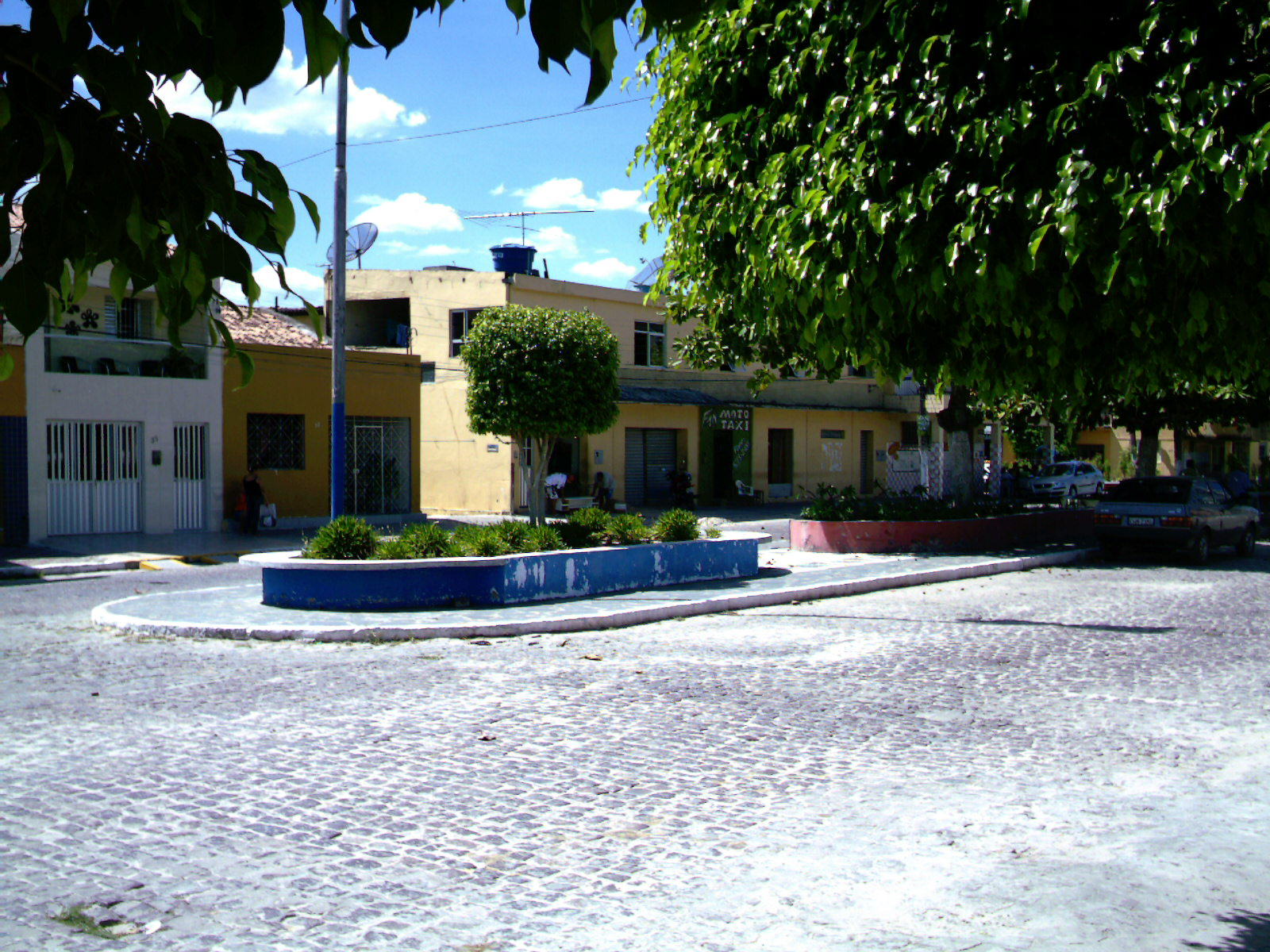
Praça Cecília Vilaça no bairro do Socorro

| Zona Urbana                      | Zona Rural     |
| -------------------------------- | -------------- |
| Padre Cícero (Bairro Novo)       | Agrovila Rural |
| Centro                           | Cantinho       |
| Cohab                            | Imaculada      |
| Loteamento Água Viva             | Pau-Ferro      |
| Loteamento Abraão Veloso         | Pereiro        |
| Loteamento Antônio D. Cavalcante | Prata          |
| Loteamento Delmário Braga        | Quatis         |
| Loteamento Bitonho               | Retiro         |
| Loteamento Luzia Vilela          | Ipoeira        |
| Madalena                         | Santa Luzia    |
| Micro-ondas                      |                |
| Mutirão                          |                |
| Planalto                         |                |
| Poço                             |                |
| Socorro                          |                |
| Vila Ferreira dos Prazeres       |                |

## Economia
A economia de Lajedo é caracterizada por um modelo diversificado, com destaque para o comércio regional, agropecuária e pequenos serviços.
O pátio da feira central, localizado nas proximidades do CEALA (Centro de Abastecimento de Lajedo), funciona como um importante ponto de comércio, reunindo pequenos produtores e consumidores da cidade e da região do Agreste Meridional.
Na zona rural, as lavouras voltadas à subsistência – como milho, feijão, mandioca e batata-doce – se somam à criação de caprinos, bovinos e aves, essenciais para a economia familiar. A presença de pequenas agroindústrias (beneficiamento de leite, panificação e artesanatos) também vem se fortalecendo nos últimos anos.
Segundo dados de 2012, o Produto Interno Bruto (PIB) do município foi de R$ 324,6 milhões, o que posicionava Lajedo entre as 50 maiores economias de Pernambuco na época.
Já o PIB per capita em 2021 foi estimado em R$ 14.323,21, conforme informações do IBGE.
Os dados mais recentes indicam uma economia estável, impulsionada por microempreendimentos, setor de serviços e comércio local, evidenciando uma evolução gradual ao longo da década.

## Educação
O município de Lajedo possui uma rede educacional composta por instituições públicas e privadas, atendendo aos níveis fundamental, médio e superior. A cidade dispõe de escolas urbanas e rurais, além de polos de educação superior a distância.

### Estadual
- Escola de Referência em Ensino Médio Deolinda Amaral
- Escola Jornalista Manuel Amaral
- Escola Técnica Estadual Antônio Dourado Cavalcanti

### Municipal
- Colégio Municipal José Ferreira dos Prazeres
- Colégio Normal de Lajedo
- Escola Dom Expedito Lopes
- Escola Henrique Dias (Povoado de Santa Luzia)
- Escola Intermediária Dom João da Matha (Povoado de Imaculada)
- Escola Padre Antônio Barbosa
- Escola Municipal Professora Zélia de Moura Melo Ferreira
- Escola José Braga da Silva (Povoado Olho D'agua Novo)
- Escola Manoel Marcelino do Amaral (Povoado do Pau-Ferro)
- Escola Clementino Francisco de Lima
- Escola Municipal Mamede Bento do Amaral (Povoado Quatis)
- Escola João Paulo Barbosa (Povoado do Cantinho)
- Escola Municipal Frei Fernando Ross
- Escola Municipal Pedro Gonçalves de Melo (Povoado da Prata)
- Escola Municipal José Nonato De Oliveira

### Privada
- Colégio Cinder
- Escola Jean Piaget
- Escola Lápis de Cor
- Escola Pequeno Príncipe
- Escola Primeiro Passo
- Escola Conhecer
- Educandário Novo Horizonte

### Superior

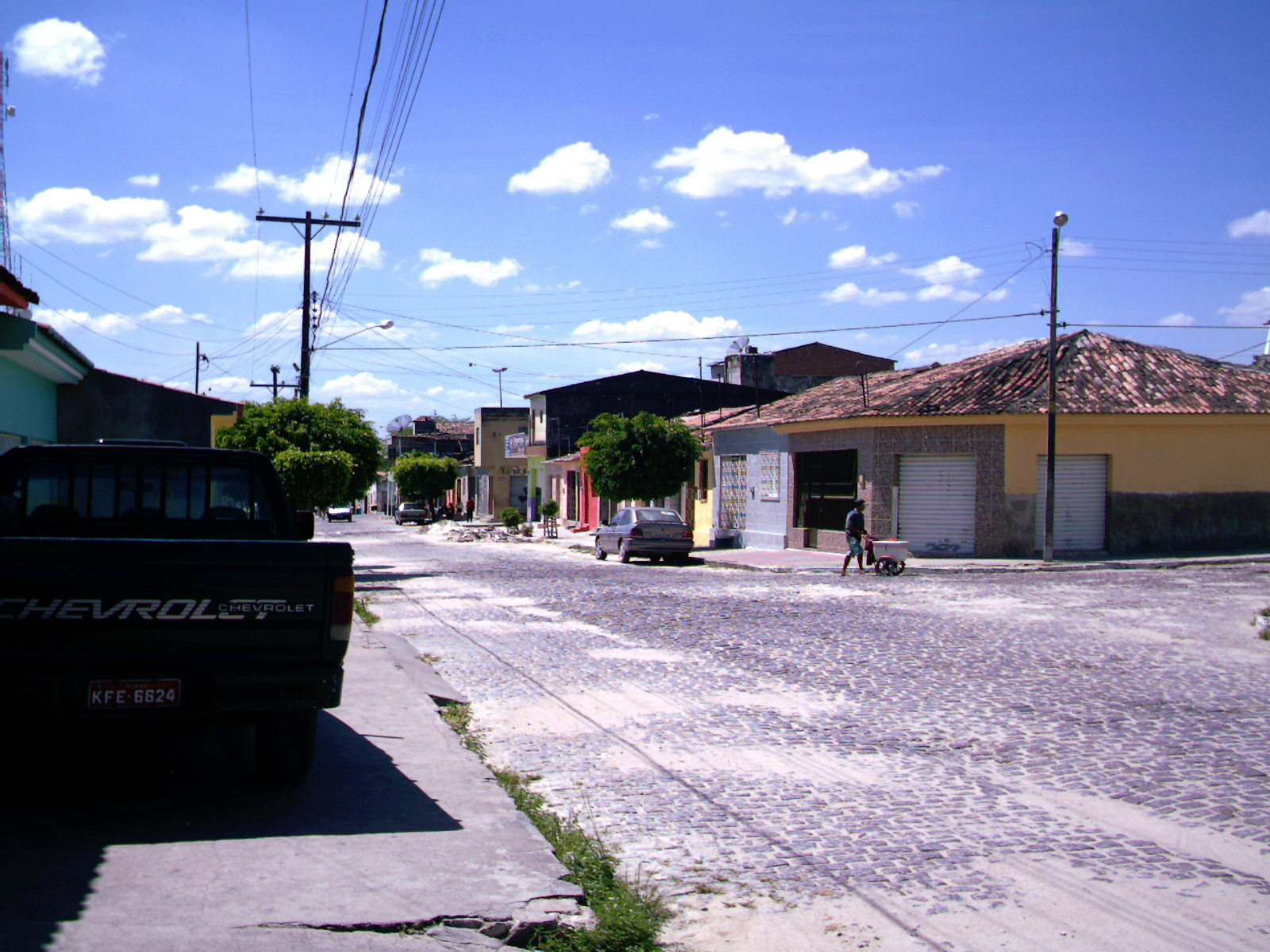
Avenida Presidente Vargas no bairro do Socorro

- FTC
- UVA
- Pólo da UPE-PROGRAPE

## Administração
Prefeito atual: Erivaldo Rodrigues Amorim (2025 - 2028) 
Vice-prefeita: Maria do Socorro Ribeiro (2025 - 2028) 
Presidente da Câmara: Flaviano Quintino

### Ex-prefeitos
- Guilhermino Virgulino de Sobral (19/01/1949 - 19/05/1949)
- Adalberto de Castro Barreto (19/05/1949 - 05/06/1949)
- José Nonato de Oliveira (05/06/1949 - 19/05/1953)
- Antonio Dourado Cavalcanti (19/05/1953 - 19/05/1957)
- José Firmino Burgos (19/05/1957 - 19/05/1961)
- Francisco Ferreira Rosa (19/05/1961 - 25/04/1965)
- Arlindo Ferreira da Silva (25/04/1965 - 19/05/1965)
- Clementino Francisco de Lima (19/05/1965 - 30/01/1970)
- Francisco Manoel de Torres (30/01/1970 - 31/01/1973)
- José Ferreira Rosa (31/01/1973 - 31/01/1977)
- Lídio Cosme da Silva (31/01/1977 - 31/01/1983; 01/01/1989 - 01/01/1993)
- Adelmo Duarte Ribeiro (01/01/1983 - 01/01/1989; 01/01/1993 - 01/01/1997; 01/01/2021 - 16/06/2021)
- Antônio João Dourado (01/01/1997 - 01/01/2005; 01/01/2009 - 31/03/2012)
- Rômulo Nunes Maia (01/01/2005 - 01/01/2009)
- Juvenal Inácio (31/03/2012 - 01/01/2013)
- Rossini Blésmany Cordeiro (01/01/2013 - 01/01/2021)

## Personalidades
- Lajedenses biografados na Wikipédia